# Elena Musmanno
Elena Musmanno (Buenos Aires, 8 de septiembre de 1908-Buenos Aires, 30 de septiembre de 2012) fue una científica argentina, especialista en ciencias de la nutrición de nivel internacional. Fue alta funcionaria de las Organización de las Naciones Unidas (ONU), investigadora, docente, consultora internacional y autora de numerosos trabajos y libros para la formación de profesionales en el área de la Nutrición y la difusión de la ciencia de la Nutrición a nivel comunitario.

## Biografía
En 1932, cuando estaba en cuarto año del Colegio Normal n.º 7 (en el que se recibió de maestra), conoció al profesor Pedro Escudero, que recorría las escuelas de señoritas informando acerca de la creación de una nueva carrera, la de dietista, que se desarrollaría en la Escuela Municipal de Dietistas ―que en la actualidad se ha convertido en la carrera universitaria denominada Licenciatura en Nutrición―.
En 1930, el presidente Hipólito Yrigoyen había tratado de fundar una Escuela Nacional de Dietistas:

El país no posee ninguna oficina técnica que pueda asesorar al Gobierno en todos los problemas que afectan a la nutrición del pueblo. Se desconocen las características y deficiencias de la alimentación en las distintas regiones de la República, las cuales seguramente influyen en la alta mortalidad infantil y en las estadísticas desfavorables de la conscripción. Es indispensable trazar y vigilar el plan profiláctico de las enfermedades dependientes de la alimentación defectuosa.
Hipólito Yrigoyen

Este proyecto de un instituto nacional fue interrumpido cuando Yrigoyen fue volteado por el golpe de Estado del general Félix Uriburu.
El 20 de octubre de 1933, el Consejo Deliberante de la Ciudad de Buenos Aires había creado esa escuela mediante la Ordenanza n.º 4961. En 1934, a propuesta del senador Carlos Serrey, el Congreso de la Nación aprobó la Ley n.º 11.192, subvencionando con 150.000 $MN (pesos moneda nacional) al Instituto Municipal de la Nutrición, que quedó como responsable de la escuela. En 1934 se incorporó la Cátedra de Nutrición Clínica de la Facultad de Ciencias Médicas de la Universidad de Buenos Aires y poco tiempo después el Curso para la Formación de Médicos Dietólogos.
En 1934, Musmanno comenzó a estudiar un profesorado de Geografía, pero lo abandonó a fin de año para ingresar a la novísima carrera de dietista. En 1935 ingresó en primer año del primer curso en el país de la carrera de dietista, dictado por el Instituto Municipal de Nutrición bajo la dirección del médico profesor Pedro Escudero, fundador de la Asociación Argentina de Nutrición y Dietología.
Musmanno ingresó ese primer año (1935), después de una profunda selección, dado que se presentaron 300 postulantes, se preseleccionaron 72 y quedaron 21 luego del examen de ingreso, dado que la escuela tenía estructura y características semejantes a una carrera universitaria. El examen de ingreso versó sobre anatomía y fisiología humanas, química orgánica, botánica general y puericultura. A mitad de ese año, 1935, luego del examen de aprovechamiento quedamos 13 alumnas, de las que pasaron solo 9 al segundo año. Ese año 1935, Musmanno ganó un concurso para trabajar en el mismo Instituto Municipal de Nutrición, donde se aplicaba lo aprendido y ―dada la falta de personal― nunca permanecía allí menos de doce horas diarias. Ganaba 100 $MN (pesos moneda nacional), que contribuían a la economía familiar.
En 1937 ―siendo aún alumna de tercer año― obtuvo el nombramiento de jefa de Cocina de Distribución y Refectorios. El refectorio era uno de los lugares de las prácticas, cumplía funciones médicas y sociales en el recinto de un comedor dietético. El enfermo se beneficiaba al brindársele en la mesa, de manera gratuita, el menú de su régimen, bajo la observancia del médico, evitando que abandonara el hogar y el trabajo. En ese mismo comedor, los días sábados, después de dar de almorzar a los pacientes, se reunían el director, los funcionarios, los profesores y las alumnas y participaban de un menú especial, económico y calculado acorde a las leyes de la alimentación, que se imprimían y conservaban. Era el llamado «sábado blanco».
Fueron años de 12 a 14 horas diarias de estudio, incluidos sábados, domingos y feriados. Las mismas alumnas compraban entre todas los libros para formar la biblioteca, que terminaría siendo la biblioteca sobre nutrición más grande de Latinoamérica, y sería destruida por la dictadura de Onganía, en 1969.
La Escuela Municipal de Dietistas duró apenas tres años y no llegó a formar ninguna promoción de dietistas municipales. El Poder Ejecutivo de la Nación, comprendiendo la importancia de las ciencias de la nutrición, por decreto del 17 de febrero de 1938, transformó el Instituto Municipal de Nutrición en Instituto Nacional de Nutrición, y a la Escuela Municipal de Dietistas en Escuela Nacional de Dietistas. Fundó el internado, reglamentó la profesión de los dietistas y dotó a la escuela de los recursos necesarios para su acción eficiente. Las alumnas becarias del interior del país se alojaban en el hogar Santa Felicitas. La escuela formaba además a enfermeras y auxiliares como idóneas en alimentación. Este cambio desde la esfera municipal a la nacional hizo que sus instalaciones se ampliaran a un edificio adquirido para tales fines en la avenida Córdoba 3120 (donde hoy se halla el Instituto de Salud Mental Dr. Arturo Ameghino) y otro edificio alquilado en avenida Pueyrredón 2429.
Siendo aun alumna obtuvo por concurso un cargo rentado en el Instituto. Después, el profesor Escudero, por resolución número 249, la nombró a cargo de la Sección Investigaciones Biológicas del Instituto.
Entonces eran los comienzos de la ciencia de la nutrición en Argentina.
En 1938, Jorge Eduardo Coll ―ministro de Justicia e Instrucción Pública durante la presidencia de Roberto M. Ortiz― fundó el jardín de infancia Bartolomé Mitre. Estaba situado en el predio donde en la actualidad se localiza la Biblioteca Nacional. Allí Musmanno participó de la puesta en marcha de la División Alimentación. Atendía a niños provenientes de hogares muy pobres y ―entre desayuno, almuerzo y merienda― les daban hasta el 90 % de los requisitos diarios de calorías y proteínas.
En 1938 Musmanno se graduó, recibiendo el diploma de honor de esa primera promoción de dietistas que finalizó con solo 8 alumnas.
El Instituto Nacional de la Nutrición empleaba a la mayoría de las dietistas egresadas en sus divisiones Alimentación, Secretaría Técnica, Laboratorio de Biología Experimental, Educación en Enseñanza Primaria, Media, Popular y Superior. Musmanno continuó en la división Alimentación.
En 1938 el profesor Escudero fue designado médico de la Presidencia de la República. El presidente de facto Roberto M. Ortiz padecía de diabetes mellitus, hipertensión y obesidad; entonces Escudero le confió a Musmanno ―recién graduada― la responsabilidad de calcular y preparar los menús de un estricto régimen dietético.
Después de que Escudero se retiró de la presidencia, Musmanno se encargó de atender a Ortiz hasta su muerte.
En esos años su padre, un italiano pequeño y sonriente, iba a buscar todas las noches a su «frágil Elenita» a la salida de la Casa Rosada o a la Escuela Modelo para Infantes, donde Musmanno preparaba la comida de cientos de niños paupérrimos.
Del 9 al 14 de octubre de 1939 se celebró en Buenos Aires la III Conferencia Internacional de la Alimentación.
Fue presidida por el profesor Pedro Escudero. Estuvieron presentes expertos de todos los países latinoamericanos, de Estados Unidos, de la Unión Sanitaria Panamericana (futura Organización Panamericana de la Salud) y de la Oficina Internacional del Trabajo. Musmanno trabajó en la organización y el desarrollo de las conferencias. Se planteó el estado de la nutrición de los pueblos de América, con el desconocimiento del valor del «capital alimento», las relaciones entre salarios y estado nutricional, la ayuda alimentaria, la necesidad de crear instituciones semejantes al Instituto Argentino de la Nutrición en los demás países de América, la educación alimentaria, el valor alimenticio de la leche cocida, y los temas del alcoholismo y la desnutrición endémica. Se ofrecieron becas a los países integrantes de la conferencia para que puedan enviar a sus miembros al hogar de la Escuela Nacional de Dietistas en Buenos Aires, y plazas para asistir a los cursos de especialización de médicos dietólogos.
En 1940, Musmanno retomó los estudios del profesorado en Geografía, que había iniciado en 1934 y abandonado para ingresar a la carrera de dietista. El 1 de abril de 1941 fue miembro fundadora de la Asociación Argentina de Nutrición y Dietoterapia.
En el Instituto de Nutrición cumplía funciones en investigaciones biológicas a cargo de las dietas de los animales de estudios experimentales del bioterio.
En 1945, cuando el profesor Escudero creó la Escuela Nacional de Dietistas, por concurso de oposición Musmanno obtiene el cargo de primera profesora titular de la cátedra de Cocina Dietoterápica. El Dr. Escudero puso un gran énfasis en la curación del enfermo por el manejo adecuado de los alimentos y preparaciones coquinarias, de ahí que concibiera dicha Cátedra como complemento de las de Dietoterapia y de Técnica Dietética, que ya existían.
En 1947, Musmanno fue miembro fundadora de la Asociación Argentina de Dietistas y Nutricionistas Dietistas ―actualmente la Sociedad Argentina de Nutrición―.
En 1948 visitó Argentina el famoso gastroenterólogo Burrill Bernard Crohn (1884-1983) y asistió al Instituto Nacional de la Nutrición para presentar la enfermedad que lleva su nombre. El profesor Escudero le solicitó a Musmanno que confeccionara el tratamiento dietoterápico correspondiente. Crohn la felicitó por la terapia y le sugirió que hiciera algún posgrado en Estados Unidos.
En 1949 Musmanno se presentó a un concurso para una beca latinoamericana y lo ganó. La beca consistía en 1000 dólares (de esa época) anuales. Solicitó el ingreso en la Universidad de Siracusa (en el estado de Nueva York), donde vivió entre 1950 y 1953.
Un día escuchó que un compañero le decía a otro que para los becarios era fácil estudiar, pues no tenían que trabajar. Entonces Musmanno renunció a la beca y se mantuvo limpiando de madrugada las aulas en las que de día cursaba todas las materias posibles ―desde medicina a cinematografía― consciente de que estaba en un lugar de excelencia docente.
Entre 1951 y 1952 trabajó en el laboratorio de Food and Nutrition. En 1953 se graduó de master of science in nutrition.
Cuando obtuvo el máster recibió cartas del Instituto donde le pedían que regresara a Argentina. El director, Pedro Escudero se había jubilado y la subjefa, Herrais, que era médica graduada en España, había decidido regresar a ese país. Musmanno regresó a Argentina y fue designada subjefa interina de la división de Biología Experimental.
A fines de 1953, el ministro de Salud Pública, Ramón Carrillo, la nombró dietista en el dispensario de emergencia en la aldea Termas de Copahue, en la ladera del volcán Copahue (provincia de Neuquén), en un valle de la cordillera de los Andes. Se conocían los efectos curativos de las aguas termales, pero no se sabía cómo se podía relacionar con la dietoterapia, por lo que esa era la función de Musmanno. Vivió en Copahue tres meses, entre el 1 de enero y fines de marzo de 1954. La cocinera del dispensario, enferma y agobiada por las duras condiciones de vida, había renunciado. El director del dispensario decidió que tendrían que cerrar. Pero Musmanno comenzó a cocinar para todos, además de atender como nutricionista. Comprobó que en la aldea no se recibía ningún nutriente fresco, frutas, verduras, huevos, carne o leche. El pueblo más cercano era Alto Biobío (Chile) a más de 10 horas de camino a mula, mientras que Chos Malal (del lado argentino) se encontraba a tres días de distancia. Pidió dos mulas y un guía, y durante los meses que vivió allí, iba a buscar alimentos frescos para las setenta personas que eran ―cincuenta enfermos y veinte profesionales―. En esos meses les enseñó a los mapuches a lavarse las manos antes de comer, a usar la tierra para labranza, a alimentar a niños y ancianos, a recibir vacunas.

A su regreso a Buenos Aires, por resolución ministerial n.º 664/54 fue ascendida a jefa del Laboratorio de Biología Experimental.
En 1955, junto con otros profesionales del Instituto, realizó el plan de alimentación de la flota mercante del Estado. Fue designada para la puesta en práctica y evaluación del proyecto, por lo que pidió embarcarse en un carguero para comprobar cuántas calorías gastaban en sus tareas los marinos y así poder establecer una dieta apropiada.
Fue embarcada en un viaje de cinco meses rumbo a Rusia. Un tifón averió el barco, que fue a dar a la costa de Marruecos. Como las reparaciones durarían meses, viajó a Egipto a investigar el estado nutricional de ese pueblo, y a trepar por las Pirámides. Visitó también Tierra Santa. Allí, aprovechando un momento de soledad, se sumergió vestida en las aguas del río Jordán, en memoria de Jesús de Nazaret. Fue informada de que el barco debía ser reparado en Gran Bretaña, por lo que decidió regresar a Argentina.
En septiembre de 1955, el golpe de Estado contra el Gobierno democrático la dejó cesante de su puesto en el ministerio. Decidió abandonar el país.
Para 1955, los nutricionistas estadounidenses Maynard y King convencieron a las autoridades de las Naciones Unidas de la necesidad de mejorar la asistencia y la educación alimentaria en países de América Central. Para llevar a cabo los estudios correspondientes en un grado más avanzado, los gobiernos de varios países de Centroamérica solicitaron asistencia técnica a la FAO (Organización de Alimentos y Agricultura de las Naciones Unidas). En respuesta, dicho organismo designó una misión conjunta, integrada por  J. Duckworth (de Escocia) como consultor y Elena Musmanno como oficial de nutrición para elaborar la «Política de alimentación y nutrición, nacional y regional, para los seis países del istmo centroamericano». Luego se publicaron las recomendaciones de FAO números 857 y 1025. Musmanno participó en la elaboración de guías dietéticas para cada país así como de recomendaciones para los distintos gobiernos.
En los siguientes nueve años, de 1956 a 1965, fue consultora en nutrición de la FAO (Food and Agriculture Organization: Organización para la Alimentación y la Agricultura) de la ONU, que en 1960 la nombró nutrition officer for the Central American region (oficial de nutrición para la región de Centroamérica) en el INCAP (Instituto de Nutrición para Centroamérica y Panamá) con sede en Guatemala.
En esos años fue convertida en miembro de la Academia de Ciencias de Estados Unidos.
Periódicamente viajaba a la sede central de la FAO en Roma (Italia) ―que había sido construida por una donación del gobierno del italiano Benito Mussolini―, donde preparaba material educativo. En 1958 se editó Nuestra huerta escolar por pedido de los maestros rurales.
En 1964 fue designada nutrition and education officer for Iran (‘oficial para educación y nutrición en Irán’), donde realizó la planificación de la carrera universitaria de nutricionista, y ―en el marco del reinado del sha Mohammad Reza Pahlaví― desarrolló programas de nutrición aplicada en áreas rurales, trabajando con el Ministerio de Agricultura de Irán.
En ese período se dedicó especialmente a programas educativos para mejorar la nutrición de la población rural con énfasis en el consumo de alimentos proteicos.
Dio clases en inglés, francés, italiano y castellano, y aprendió a hablar en persa para poder comunicarse con sus alumnos y con la gente más humilde, sus verdaderos destinatarios. Enseñó en la comunidad en que vivía a no echar la orina y los excrementos a la calle, y a blanquear con cal las paredes. Ella misma lo hizo, con una brocha en el cuarto y la casa donde la alojaban). Su meta siempre fue llegar a las escuelas, pues decía que a través de los maestros y los propios niños, los adultos de una comunidad logran cambiar hábitos de alimentación y de salud.
En 1965 regresó a Argentina y se reunió con la presidenta de la Comisión Católica Argentina para la Campaña Mundial contra el Hambre, con la meta de crear 100 huertos escolares, con el apoyo económico de la FAO. Para 1976 ya habían creado 1.400 huertas escolares (entre huertas y comedores escolares). En 1966 el Ministerio de Educación ―durante la presidencia democrática de Arturo Umberto Illia― la nombró miembro del Consejo Nacional de Educación, para el asesoramiento y planificación de la educación alimentaria infantil y para la organización de comedores escolares. Por estas tareas viajó frecuentemente al interior, visitando sobre todo las regiones más pobres.
Su principal actividad fue dirigida a promover programas sobre educación alimentaria y la producción de alimentos en huertas o granjas en las escuelas públicas, que tuvieran irradiación a los hogares de los niños.
En la provincia de La Rioja ―región de tierra reseca y calor agobiante― enseñó a los escolares a hacer una huerta escolar. Tuvo que sacar piedra sobre piedra de un terreno inhóspito. Consiguió decenas de metros de manguera, a la que hizo agujeros para regar por goteo. Pidió donaciones de picos, palas, semillas y plantines. Tuvo que asesorar en la siembra, los cuidados, la cosecha y la cocción de lo obtenido, con sus correspondientes indicaciones para edades y patologías.
El principal objetivo era que los niños al terminar la escuela primaria supieran cultivar la huerta y consumieran una alimentación saludable.
Se dedicó a difundir sus conocimientos sobre alimentación en escuelas rurales del interior del país. Dirigió estos programas en las provincias de Catamarca, Corrientes y Neuquén.
En la actualidad hay más de veinte mil huertos escolares en la Argentina, gracias al tesón de esta mujer diminuta, de apariencia frágil y modales suaves. Ya en su ancianidad siguió en contacto con muchos de estos huertos en las escuelas rurales, para los que siguió buscando donaciones de semillas, herramientas, mangueras.
Expuso el contenido de esos programas en el libro La escuela como tribuna alimentaria, que tuvo siete ediciones.
Durante años Musmanno atendió gratuitamente en una parroquia de una de las zonas más pobres del Gran Buenos Aires a un barrio necesitado de todo, al que le agenciaba leche en polvo, arroz, lentejas, gelatinas, todo cuanto podía conseguir o cuanto compraba y llevaba cargando enormes bolsos en tren y ómnibus.
En 1969, la dictadura del general Juan Carlos Onganía cerró el Instituto Nacional de Nutrición (que había sido creado por Pedro Escudero), de reconocido prestigio nacional e internacional, que ya había caído en declive desde el golpe de Estado en 1955. Se destruyeron sus laboratorios y su biblioteca (única en el país), y se ocupó su predio con un asilo para enfermos psiquiátricos.
En 1977 ―en plena dictadura de Videla― realizó el doctorado en ciencias biológicas en la Facultad de Ciencias Exactas y Biológicas de la Universidad de Buenos Aires (UBA). Su director de tesis fue el profesor Pedro Landabure. En 1981 ―a los 70 años de edad― obtuvo el título de doctora en Ciencias Biológicas con la tesis El programa alimentario nutricional para la familia rural.
En 1997 recibió la «medalla de oro a la educadora y amiga» del XI Congreso Argentino de Nutrición.
El 30 de abril de 2000 recibió la «medalla de oro a la trayectoria» de la Federación de Graduados en Nutrición, en Mar del Plata.
El 18 de septiembre de 2000, la Facultad de Medicina de la Universidad de Buenos Aires le hizo un homenaje. La escritora Betty Colombo de Navarret trazó una semblanza de la doctora Musmanno.
En 2001, la AFICS (Association of Former International Civil Servants: asociación de exfuncionarios civiles internacionales [de la ONU]), con sede en Ginebra (Suiza) otorgó un subsidio de 2.000 dólares a favor de Musmanno, que había sido una de las más antiguas integrantes de la asociación y estaba pasando por serias penurias económicas.
También en 2001 fue nombrada socia honoraria de la Sociedad Argentina de Nutrición.
El 12 de diciembre de 2002, la Legislatura de la Ciudad Autónoma de Buenos Aires la nombró «Ciudadana Ilustre» mediante la Ley n.º 979.
Adoptó su lema de vida de un poema de Fermín Estrella Gutiérrez:
Creo en el bien que alienta y que perdura,
creo en la paz que con amor se gana, y
creo en la justicia y en la esperanza.
En septiembre de 2003 ―a los 92 años de edad― dio la conferencia «Familia y nutrición».
En 2003 la Sociedad Argentina de Nutrición publicó su autobiografía (Testimonios de una vida).
Presentó el libro el 5 de noviembre de 2003 en el Salón Dorado del Palacio Legislativo de la Ciudad de Buenos Aires. El producto de lo recaudado con la venta de los ejemplares fue destinado a las escuelas rurales con las que la científica colaboraba.
En 2005 estuvo relacionada con la recuperación arqueológica de los restos del Instituto Nacional de Nutrición, la obra de su maestro  Pedro Escudero. Al construir una nueva ala del Instituto de Salud Mental Dr. Arturo Ameghino, se descubrió bajo tierra varias toneladas de instrumental médico y productos técnicos. Se convocó al Centro de Arqueología Urbana, dependiente de la Facultad de Arquitectura, Diseño y Urbanismo de la Universidad de Buenos Aires.
El análisis arqueológico permitió identificar que hubo una acción de fuego sobre estos objetos. Se estimó que todo el contenido del pozo había sido descartado casi en el mismo momento, o con muy poca diferencia de tiempo entre sí, y que la mayoría de los objetos habían sido descartados enteros y varios de ellos incluso sin uso. Se presume que hubo un asado asociado a este entierro, que dejó restos de botellas de bebidas alcohólicas, huesos quemados, en su mayoría de vacunos, y pan. El período histórico en el que se ubica el suceso es coherente con el Proceso de Reorganización Nacional (1976-1983) y los motivos que llevaron a enterrar y quemar elementos pertenecientes a una institución científica constituyen probablemente un hecho simbólico de desaparición, tal como se hacía en ese momento de la historia nacional con los opositores políticos («desaparecidos»).
Elena Musmanno falleció en Buenos Aires el 30 de septiembre de 2012, a los 104 años de edad.

## Publicaciones
- La escuela como tribuna alimentaria. Buenos Aires: Comisión Católica Argentina para la Campaña Mundial Contra el Hambre, primera edición, 1969. 102 páginas.[18]
  - Buenos Aires: edición de la autora, séptima edición, 2006. ISBN 978-987-05-0616-4. 176 páginas.[19]
- Testimonios de una vida. Buenos Aires: Cruz del Sur, 2003.[20]